# Taeniotriccus andrei
El mosquero pechinegro (Taeniotriccus andrei), también denominado atrapamoscas pechinegro (en Venezuela) o pico chato de pecho negro, es una especie de ave paseriforme de la familia Tyrannidae. En la actualidad está situado como la única especie del género Taeniotriccus, aunque anteriormente estuvo situado en el género Poecilotriccus. Es nativo del norte de América del Sur.

## Distribución y hábitat
Se distribuye de forma disjunta desde el noreste de Venezuela hasta el extremo norte de Brasil y en el centro este de la Amazonia brasileña.
Esta especie es considerada rara y aparentemente local en su hábitat natural: el sotobosque denso de las selvas húmedas tropicales de regiones bajas, hasta los 350 m de altitud, a menudo está presente en las riberas.

## Descripción
El mosquero pequinegro mide un promedio de 12 cm de longitud y pesa entre 8 y 9,6 g. Su pico es relativamente corto y puntiagudo. Los machos tienen la cabeza de color castaño rojizo excepto el píleo que es negro como el resto de sus partes superiores y pecho. Sus alas están cruzadas por una banda de color amarillo pálido en forma de «L» invertida formada por la base de las plumas de vuelo y las terciarias. Su vientre es de color gris. Las hembras tienen un aspecto similar aunque algo más claro, su píleo es de color negruzco que se extiende hasta la frente. Su pecho es grisáceo y la espalda verdosa.

## Sistemática

### Descripción original
La especie T. andrei fue descrita por primera vez por los ornitólogos alemanes Hans von Berlepsch y Ernst Hartert en 1902 bajo el mismo nombre científico; la localidad tipo es: «La Prisión, Río Caura, Bolívar, Venezuela.»
El género Taeniotriccus fue descrito por los mismos autores en la misma publicación.

### Etimología
El nombre genérico femenino «Taeniotriccus» se compone de las palabras del griego «tainia» que significa ‘banda’, y «trikkos», pequeño pájaro no identificado, en ornitología «triccus» significa «atrapamoscas tirano»; y el nombre de la especie «andrei», conmemora al naturalista francés Eugène André (1861-1922).

### Taxonomía
El presente género fue unido a Poecilotriccus por algunos autores, con base en investigaciones adicionales sobre la morfología interna. Otros autores argumentaron para retener este género monotípico con base en varios caracteres morfológicos distinguidos, notablemente la crista, el perfil del pico, el patrón de las alas y la face, las inusuales plumas como peine sobre los ojos, y las plumas rojizas de la cabeza y la nuca; este tratamiento es también soportado por informaciones sobre la vocalización. La validad de la subespecie klagesi, poco conocida, ha sido cuestionada, pero la gran separación geográfica de la nominal, junto con posibles diferencias en el plumaje, refuerzan los argumentos para mantenerla.
Los amplios estudios genético-moleculares realizados por Tello et al. (2009) descubrieron una cantidad de relaciones novedosas dentro de la familia Tyrannidae que todavía no están reflejados en la mayoría de las clasificaciones. Siguiendo estos estudios, Ohlson et al. (2013) propusieron dividir Tyrannidae en cinco familias, entre las cuales Rhynchocyclidae Berlepsch, 1907 agrupando a diversos géneros entre los cuales Taeniotriccus, este, sedis mutabilis (o sea, con ligera incerteza debido a datos no conclusivos) en una nueva subfamilia Todirostrinae Tello, Moyle, Marchese & Cracraft, 2009, junto a Hemitriccus, Cnipodectes, Todirostrum, Poecilotriccus, Myiornis, Atalotriccus, Lophotriccus y Oncostoma. El Comité Brasileño de Registros Ornitológicos (CBRO) adopta dicha familia, mientras el Comité de Clasificación de Sudamérica (SACC) aguarda propuestas para analisar los cambios.

### Subespecies
Según la clasificación del Congreso Ornitológico Internacional (IOC) y Clements Checklist, se reconocen dos subespecies, con su correspondiente distribución geográfica:
- Taeniotriccus andrei andrei Berlepsch & Hartert, 1902 - noreste y centro este de Venezuela (en Monagas, Delta Amacuro y centro de Bolívar en el bajo y medio río Caura y río Paragua) y extremo norte de Brasil (noreste de Amazonas, norte de Roraima).
- Taeniotriccus andrei klagesi Todd, 1925 - centro este de Brasil al sur del río Amazonas (sur de Pará, norte de Maranhão, norte de Mato Grosso).